# Parapterosyllis
Parapterosyllis är ett släkte av ringmaskar. Parapterosyllis ingår i familjen Syllidae.
Kladogram enligt Catalogue of Life:
| Parapterosyllis | \| \| Parapterosyllis luzonensis \| \| \| \| \| \| Parapterosyllis sexoculata \| \| \| \| |
|                 | \| \| Parapterosyllis luzonensis \| \| \| \| \| \| Parapterosyllis sexoculata \| \| \| \| |
|                 | Parapterosyllis luzonensis                                                                |
|                 |                                                                                           |
|                 | Parapterosyllis sexoculata                                                                |
|                 |                                                                                           |